# Forestinne
Forestinne is een Belgisch biermerk van hoge gistingsbieren.
Het bier wordt gebrouwen in Brasserie Caracole te Falmignoul door het bierbrouwers collectief "B.G.V. Forestine" uit Haillot.

## Varianten
- Ambrosia, amberkleurig bier met een alcoholpercentage van 7,5%
- Gothika, bruin bier met een alcoholpercentage van 7,5%
- Mysteria, blond bier met een alcoholpercentage van 7,5%
- Nordika, donker amber kerstbier met een alcoholpercentage van 7,5%
- Primoria, koperblond bier met een alcoholpercentage van 7,5%